# Tiêu Văn Thọ
Tiêu Văn Thọ (chữ Hán: 蕭文壽, 343–423), thụy hiệu: Hiếu Ý hoàng hậu (孝懿皇后) là hoàng thái hậu dưới triều đại Lưu Tống. Bà là kế mẫu của Lưu Tống Vũ Đế (劉宋武帝) Lưu Dụ (劉裕), vị hoàng đế khai quốc của nhà Lưu Tống trong lịch sử Trung Quốc.

## Tiểu sử
Năm 363, vợ chính của Lưu Kiều (劉翹) là Triệu An Tông (趙安宗) hạ sinh Lưu Dụ rồi qua đời không bao lâu sau đó. Sau đó, cha của Dụ đã lấy một người vợ kế, tức là Tiêu Văn Thọ. Sinh ra 2 đứa con khác là Lưu Đạo Liên (劉道憐) và Lưu Đạo Quy (劉道規). Mặc dù là bà mẹ kế, nhưng tính tình hiền hậu, nên Lưu Dụ luôn kính yêu bà như mẹ ruột của mình.
Năm 403, Lưu Dụ dẹp tan cuộc nổi loạn của Hoàn Huyền. Năm 406, Lưu Dụ được bái làm Dự Chương quận công, thực ấp vạn hộ. Năm 412, Tiêu Văn Thọ trở thành Dự Chương quận công thái phu nhân.
Năm 419, Lưu Dụ trở thành Tống vương. Tiêu Văn Thọ trở thành Tống vương thái phi.
Ngày Đinh Mão tháng 6 ÂL (tức 10 tháng 7 năm 420), Lưu Dụ chính thức bước lên ngôi hoàng đế, trở thành Lưu Tống Vũ Đế. Lưu Dụ đặt quốc hiệu là Tống, sử gọi là triều Lưu Tông. Từ thời điểm này, Trung Quốc chính thức bắt đầu bước vào thời kỳ Nam-Bắc triều. Vũ Đế tấn phong kế mẫu Tiêu Văn Thọ trở thành hoàng thái hậu.
Tại thời điểm này, Vũ Đế cũng đã cao tuổi (57 tuổi) nhưng ông vẫn hiếu thảo với mẹ kế. Vũ Đế mỗi ngày đều đến vấn an, chăm nom thái hậu cẩn thận.
Năm 422, Vũ Đế băng hà. Hoàng thái tử Lưu Nghĩa Phù lên ngôi và trở thành Lưu Tống Thiếu Đế. Thiếu Đế phong cho bà kế là Thái hậu Tiêu Văn Thọ làm Thái hoàng thái hậu.
Năm 423, Tiêu Văn Thọ qua đời, thụy hiệu là Hiếu Ý hoàng hậu (孝懿皇后). Theo di huấn của bà và Vũ Đế. Bà được an táng cùng một vị trí với Lưu Kiều nhưng không cùng lăng mộ. Cũng như sẽ khó khăn khi tiến hành an táng hoàng gia trong ngôi mộ nhỏ án táng Lưu Kiều.